# Калимера
Калимера (итал. Calimera, греч. Καλημέρα) — коммуна в Италии, располагается в области Апулия, в провинции Лечче.
Население составляет 7310 человек (2008 г.), плотность населения составляет 661 чел./км². Занимает площадь 11 км². Почтовый индекс — 73021. Телефонный код — 0832.
Покровителями коммуны почитаются святой Бриций Турский, день памяти ежегодно отмечается 29 июля, и Пресвятая Богородица (Maria SS. di Roca), празднование в первую субботу мая.
Населяемая в основном меньшинством греческого происхождения, говорящим также на диалекте греческого языка, коммуна входит в Союз городов Салентийской Греции (Unione dei Comuni della Grecìa Salentina)

## Демография
Динамика населения:

## Администрация коммуны
- Официальный сайт: http://www.comune.calimera.le.it/

## Галерея

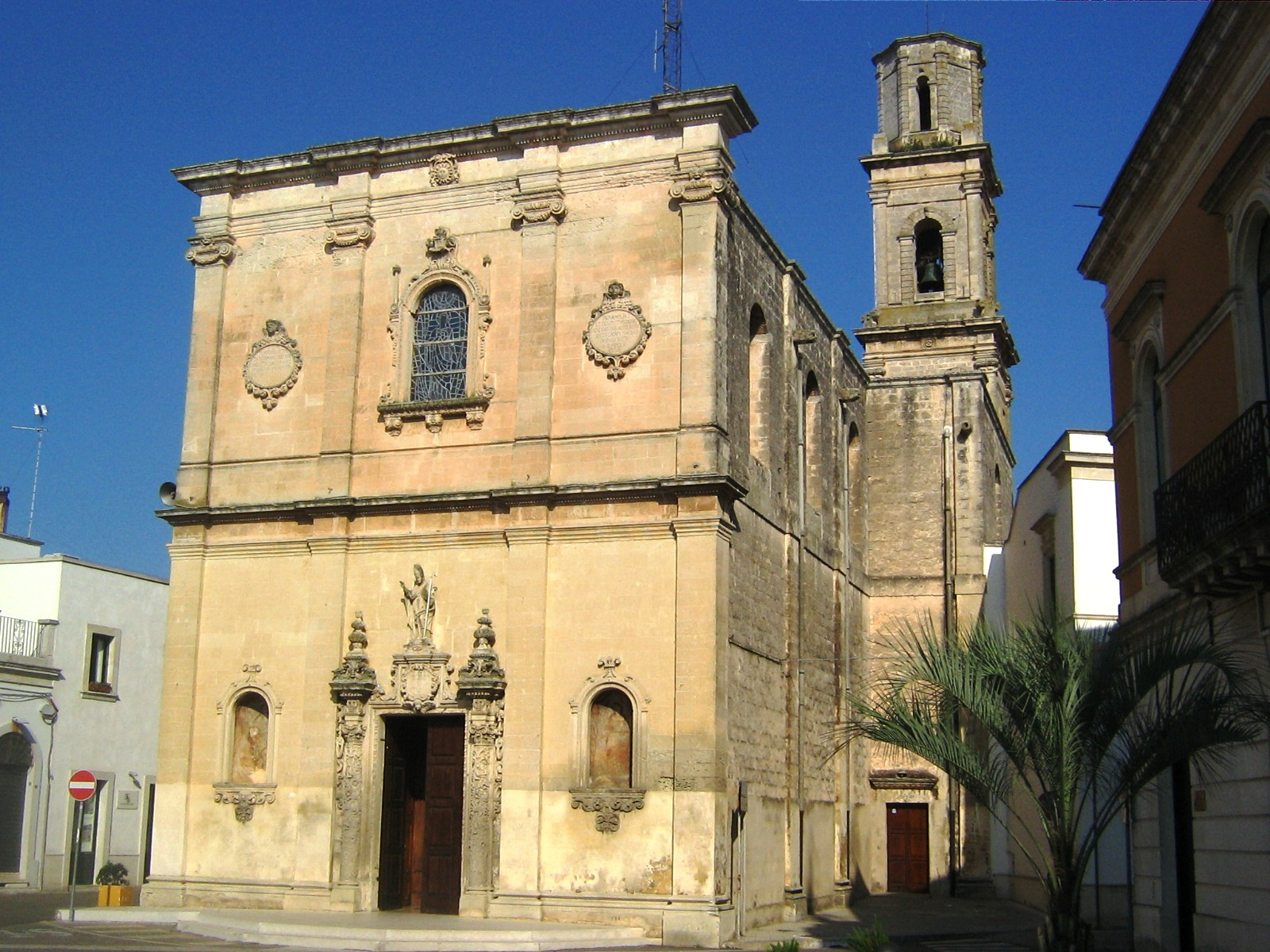
Кафедральный собор Калимеры
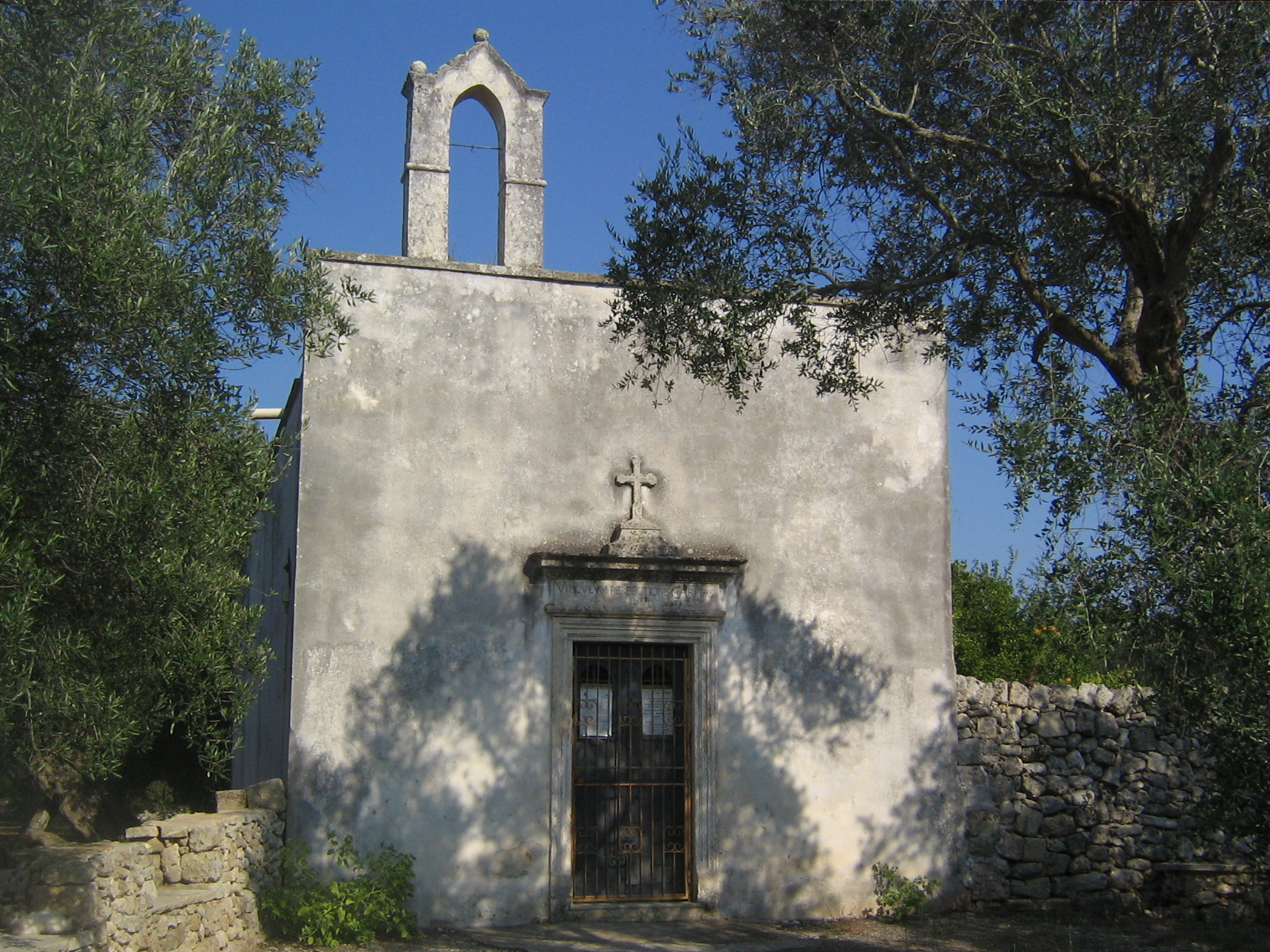
Храм святого Вита
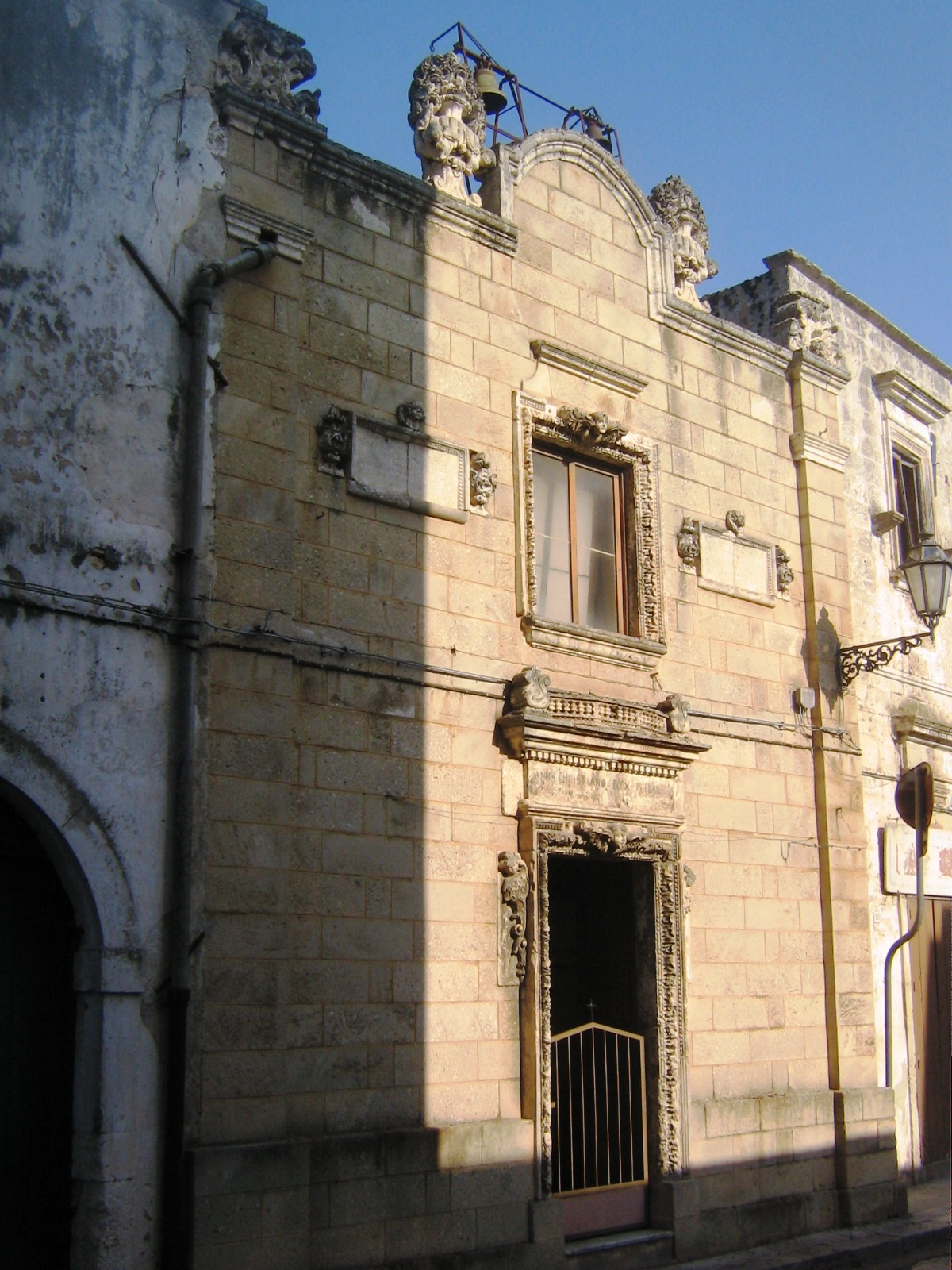
Храм святого Антония
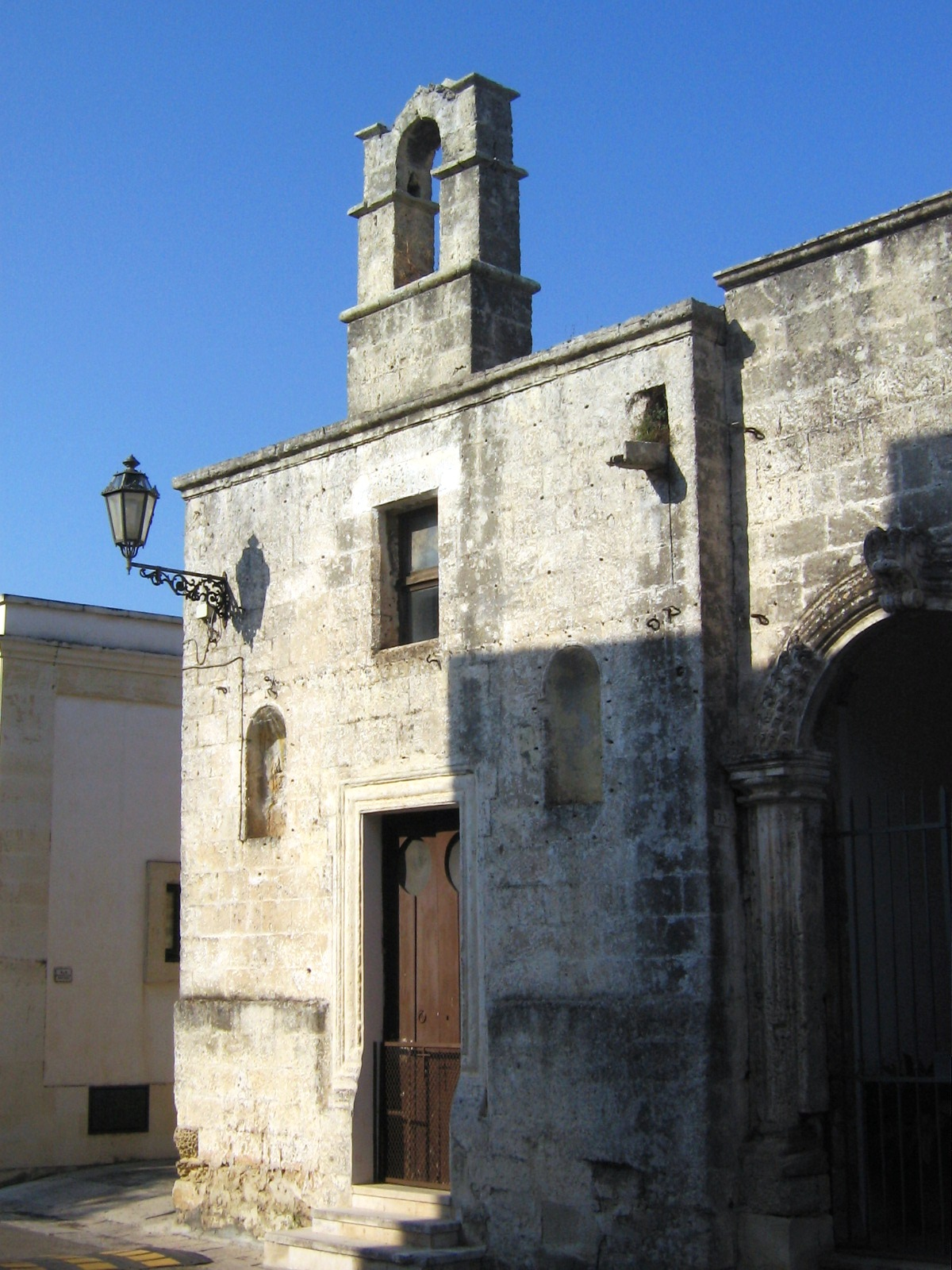
Храм Пресвятой Богородицы (Madonna del Carmine)
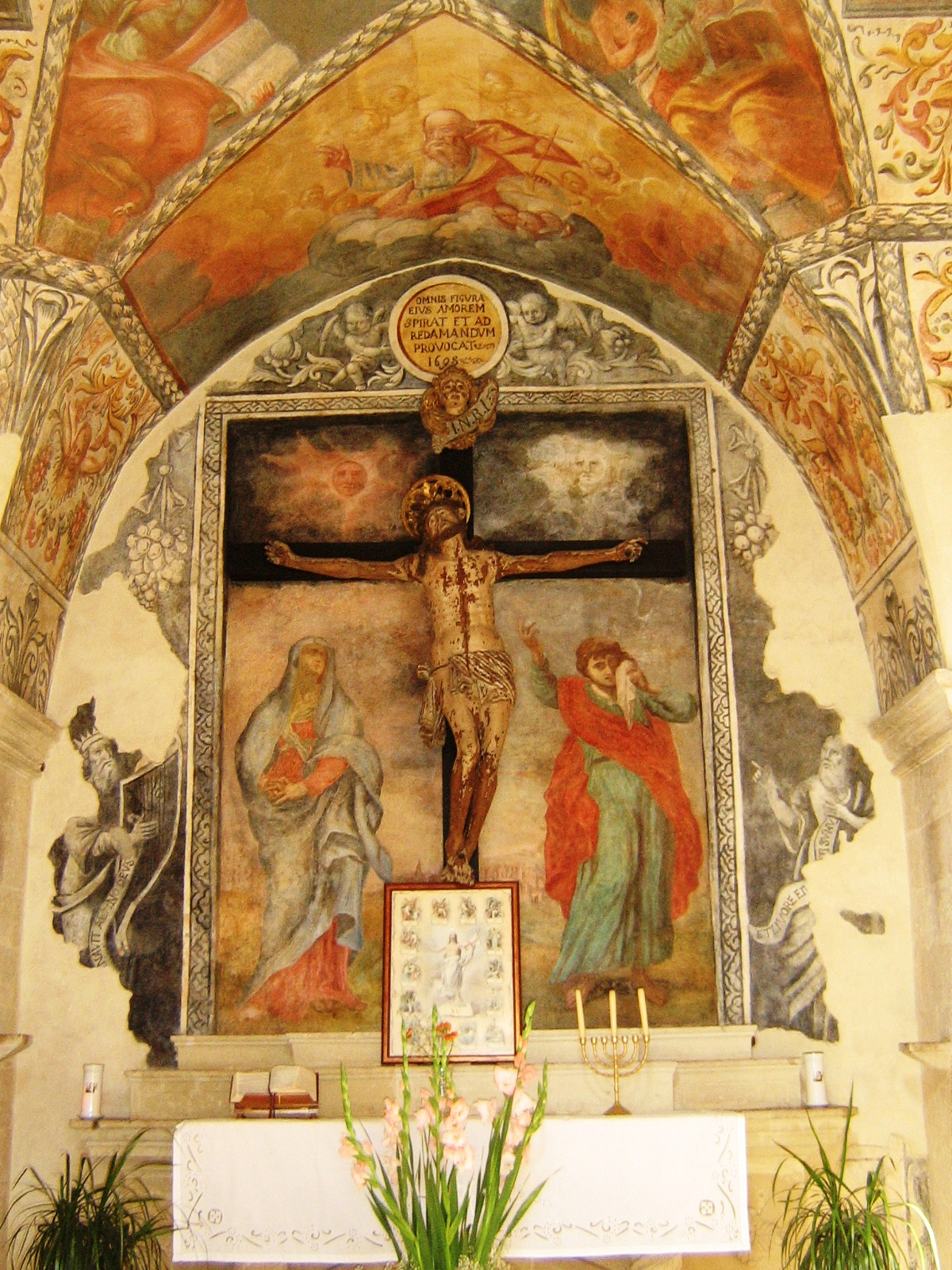
Часовня Креста Господня (вид изнутри)
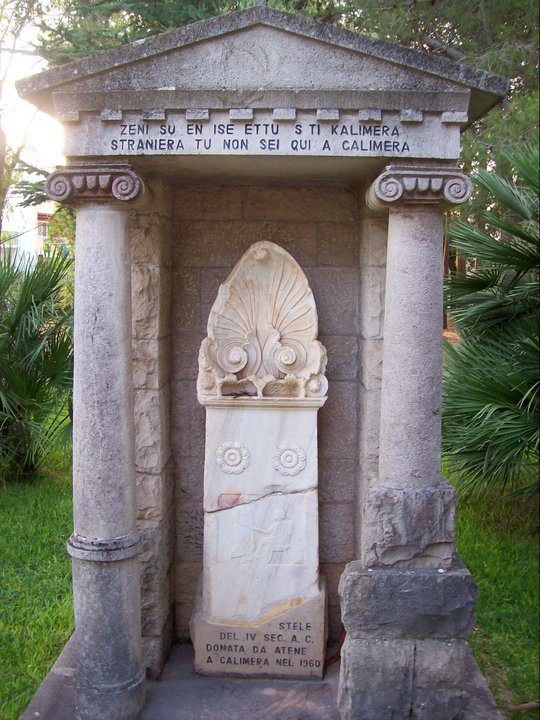
Стелла